# Læsø Skole
Læsø Skole er en folkeskole, beliggende i Byrum på Læsø. Skolen har klasser fra børnehaveklasse til niende klasse med 145 elever fordelt på 10 klassetrin. Skolen er i dag Læsø Kommunes eneste folkeskole. Den blev dannet, da skolesammenlægninger fra slutningen af 1960'erne førte til opførelsen af Læsø Centralskole i 1971. antallet af skoleelever på Læsø er siden 1970 faldet fra 454 til omkring 150 elever.